# Спрінгдейл (Нью-Джерсі)
Спрінгдейл (англ. Springdale) — переписна місцевість (CDP) в США, в окрузі Кемден штату Нью-Джерсі. Населення — 14 811 особа (2020).

## Географія
Спрінгдейл розташований за координатами 39°52′34″ пн. ш. 74°58′20″ зх. д. / 39.87611° пн. ш. 74.97222° зх. д. (39.876188, -74.972145).  За даними Бюро перепису населення США в 2010 році переписна місцевість мала площу 13,86 км², з яких 13,85 км² — суходіл та 0,01 км² — водойми.

## Демографія
Згідно з переписом 2010 року, у переписній місцевості мешкало 14 518 осіб у 5230 домогосподарствах у складі 4120 родин. Густота населення становила 1047 осіб/км².  Було 5434 помешкання (392/км²).
Расовий склад населення:
| - 82,8 % — білих - 11,4 % — азіатів - 3,5 % — чорних або афроамериканців - 0,1 % — корінних американців |

До двох чи більше рас належало 1,7 %. Частка іспаномовних становила 2,3 % від усіх жителів.
За віковим діапазоном населення розподілялося таким чином: 24,5 % — особи молодші 18 років, 56,5 % — особи у віці 18—64 років, 19,0 % — особи у віці 65 років та старші. Медіана віку мешканця становила 45,5 року. На 100 осіб жіночої статі у переписній місцевості припадало 92,4 чоловіків;  на 100 жінок у віці від 18 років та старших — 88,3 чоловіків також старших 18 років.
Середній дохід на одне домашнє господарство  становив 168 455 доларів США (медіана — 123 088), а середній дохід на одну сім'ю — 187 474 долари (медіана — 142 188). Медіана доходів становила 105 438 доларів для чоловіків та 73 750 доларів для жінок. За межею бідності перебувало 2,7 % осіб, у тому числі 1,5 % дітей у віці до 18 років та 3,7 % осіб у віці 65 років та старших.
Цивільне працевлаштоване населення становило 6981 осіб. Основні галузі зайнятості: освіта, охорона здоров'я та соціальна допомога — 33,0 %, науковці, спеціалісти, менеджери — 17,0 %, роздрібна торгівля — 10,9 %, фінанси, страхування та нерухомість — 10,9 %.